# Директор милиции
Директор милиции — специальное звание высшего начальствующего состава милиции НКВД СССР в 1936—1943 годах. По рангу равнялось комиссару государственной безопасности 2-го ранга в ГУГБ НКВД, командарму 2-го ранга в РККА и флагману флота 2-го ранга в РККФ. Данное специальное звание по рангу находится ниже главного директора милиции и выше инспектора милиции.

## История звания
Звание директора милиции было введено Постановлением ЦИК СССР и СНК СССР от 26 апреля 1936 года объявленным приказом НКВД № 157 от 5 мая 1936 года для начальствующего состава органов рабоче-крестьянской милиции НКВД СССР.
9 февраля 1943 года, когда Указом Президиума Верховного Совета СССР «О званиях начальствующего состава органов НКВД и милиции» вместо директора было введено специальное звание комиссар милиции 1-го ранга.
| младшее звание: Инспектор милиции | Директор милиции | старшее звание: Главный директор милиции |

Данное звание носили четыре человека (всем присвоено 11 июля 1936 г.):
- Бачинский, Николай Станиславович (1894—1937), начальник Управления Рабоче-Крестьянской Милиции НКВД Украинской ССР
- Вуль, Леонид Давыдович (1899—1938), начальник Управления Рабоче-Крестьянской Милиции г. Москвы УНКВД Московской области
- Маркарьян, Сергей Николаевич (1898—1937), заместитель начальника Главного управления Рабоче-Крестьянской Милиции НКВД СССР
- Усов, Дмитрий Васильевич (1888—1939) , заместитель начальника Главного управления Рабоче-Крестьянской Милиции НКВД СССР

Все четверо были расстреляны в ходе сталинских репрессий.